# Blocks That Matter
Vous lisez un « bon article » labellisé en 2013.
Pour les articles homonymes, voir BTM.
Blocks That Matter ou BTM est un jeu vidéo de puzzle et de plates-formes, développé par le studio indépendant français Swing Swing Submarine, sorti le 12 mai 2011 sur Xbox 360 via Xbox Live Indie Games puis le 20 août 2011 pour Mac OS X, Linux et Windows. Le joueur y incarne un petit robot parti à la recherche de ses inventeurs, enlevés par des inconnus.
Issu d'un mélange entre les univers de Tetris et de Minecraft, auxquels il emprunte un certain nombre de mécanismes de jeu, le titre est plutôt bien reçu par la critique qui apprécie particulièrement sa bande son ainsi que la combinaison des différents genres. Une suite intitulée Tetrobot and Co. est sortie en 2013.

## Trame

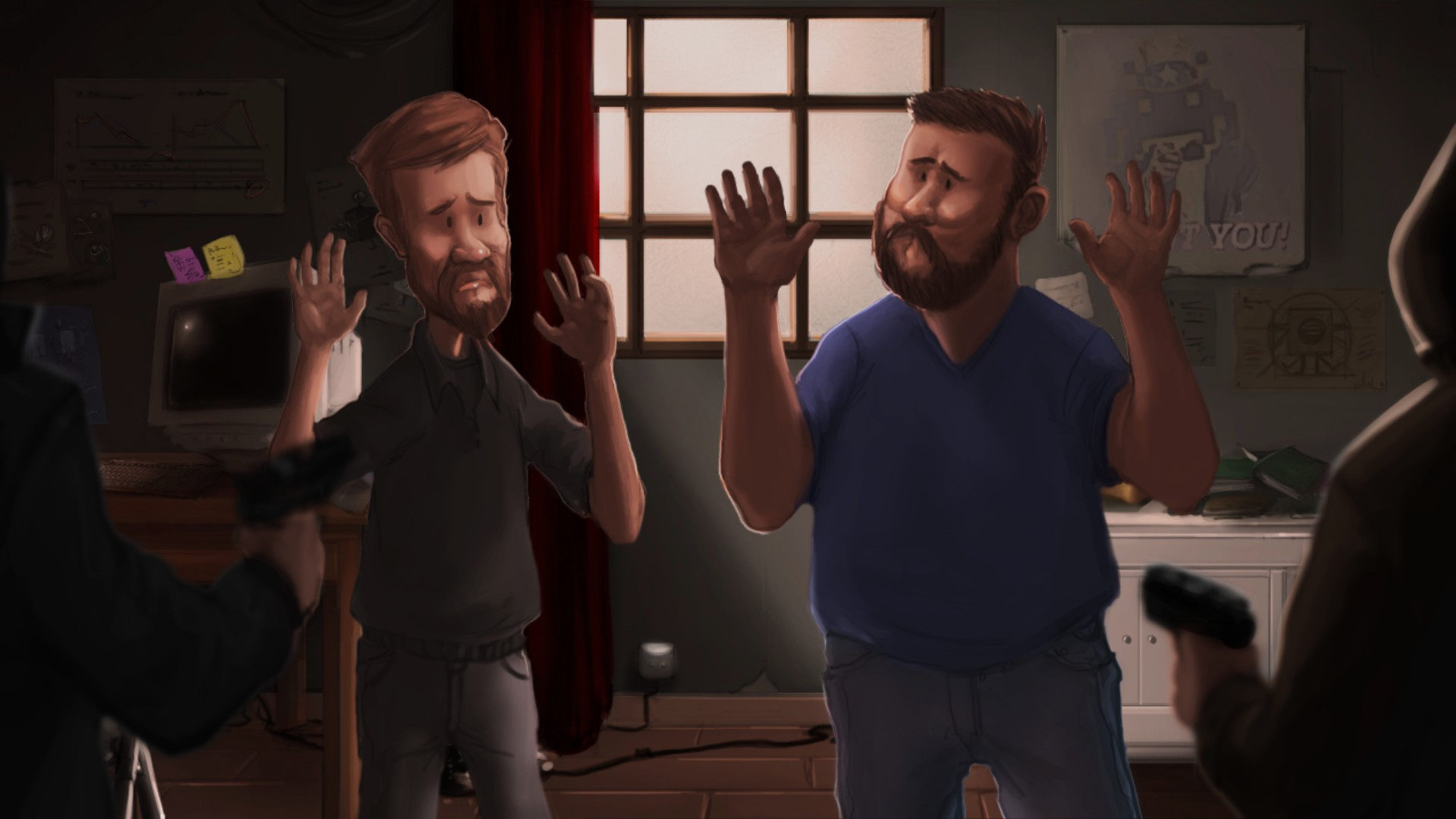
L’enlèvement d'Alexey et Markus.

Les concepteurs de jeux Alexey et Markus (références à Alekseï Pajitnov et Markus Persson, respectivement créateurs de Tetris et Minecraft) sont kidnappés alors qu'ils travaillaient ensemble sur un projet secret. Enfermés par leur mystérieux ravisseur, ils parviennent à activer à distance leur dernière invention, le Tetrobot, un prototype de robot fruit de leur travail commun, que le joueur incarne pour partir à leur rescousse.

## Système de jeu
Blocks That Matter propose un mélange des mécanismes de Tetris et Minecraft, dont il reprend les principes et les univers.

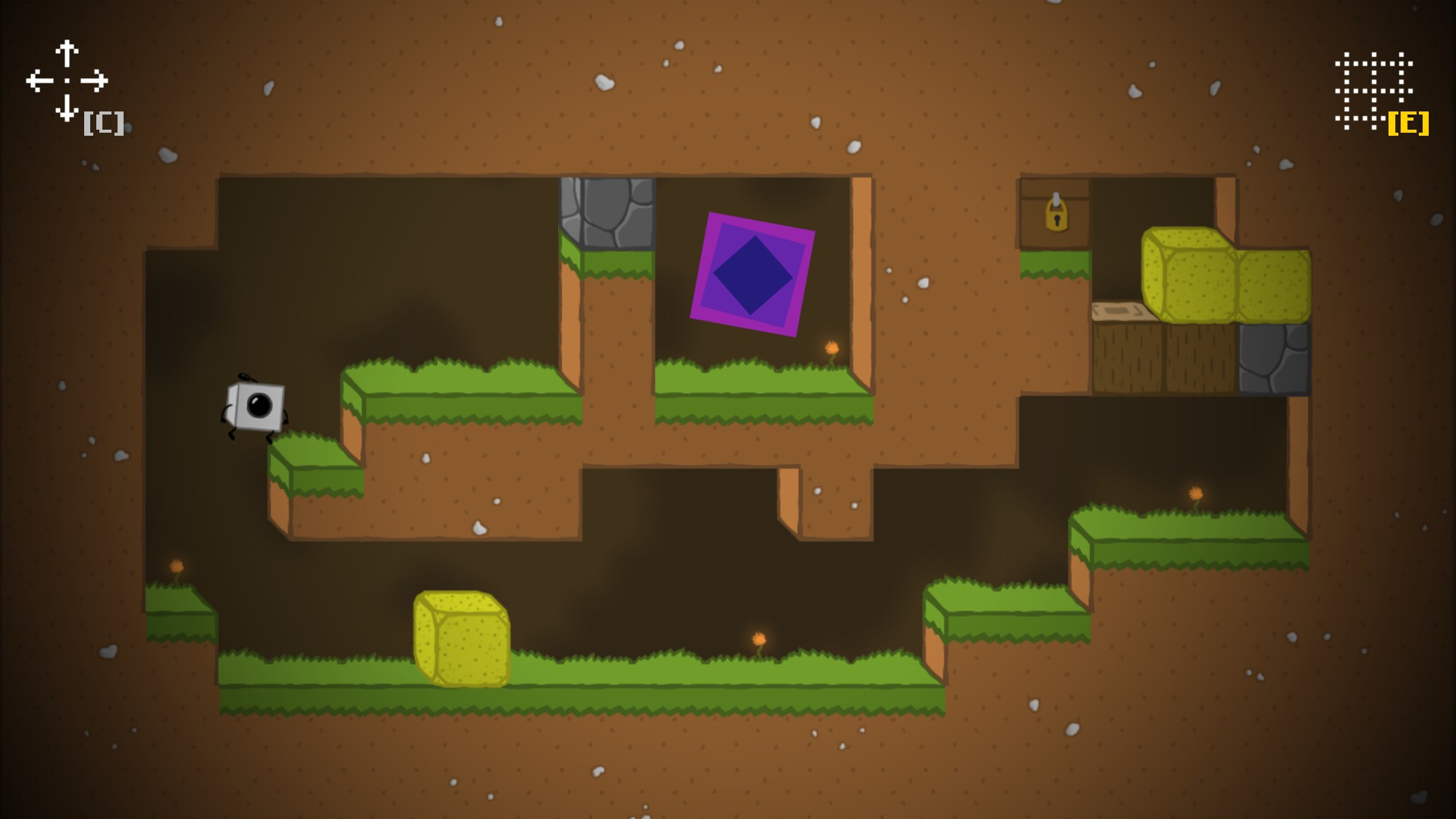
Les niveaux sont composés de plates-formes.

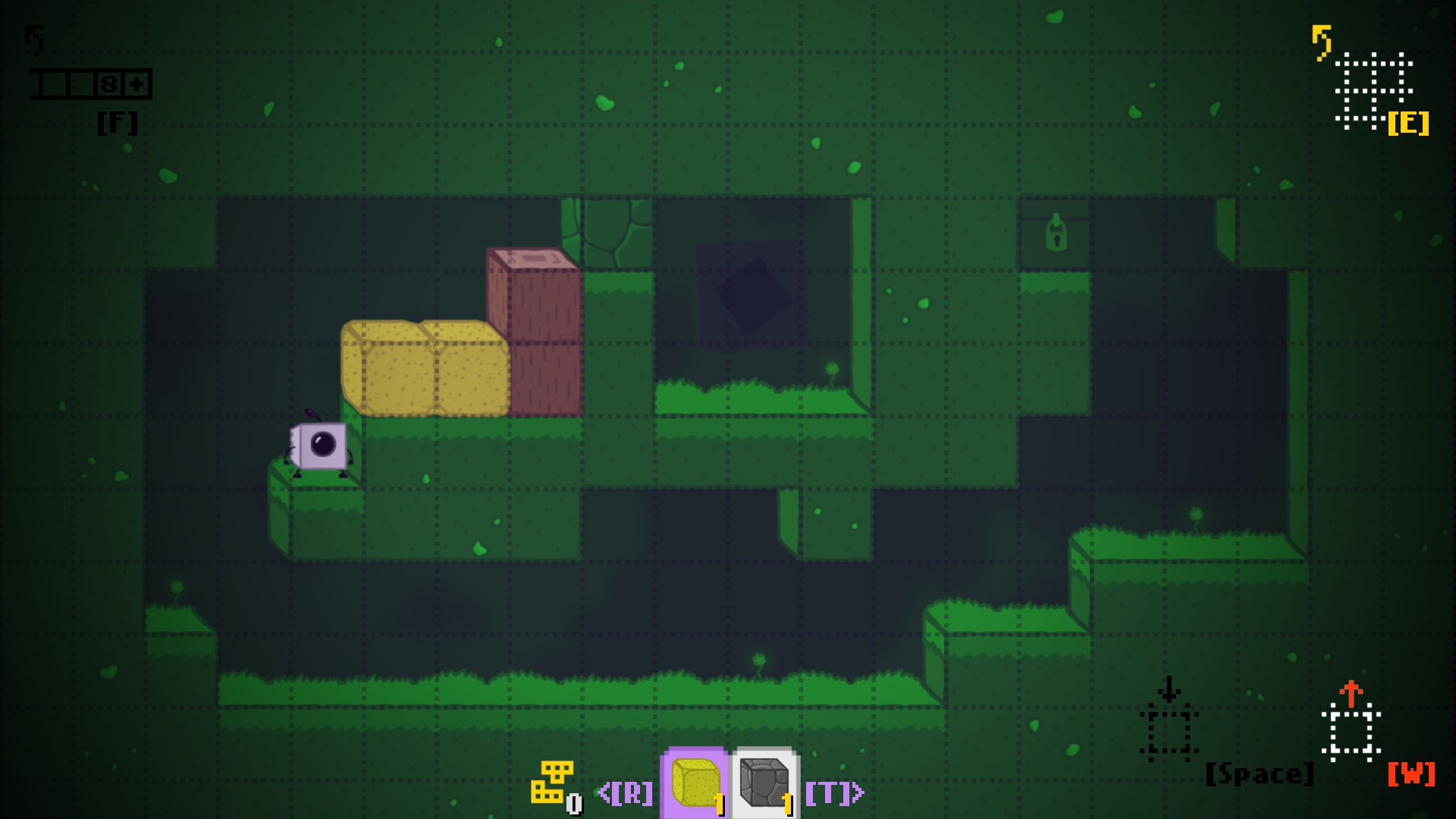
Le joueur doit former des tétrominos pour progresser.

Le joueur doit traverser des niveaux souterrains composés de plates-formes en 2D, dont certains sont parcourus par des ennemis, afin d'atteindre le portail qui l’amènera au niveau suivant. Tetrobot a la capacité de forer différents matériaux ce qui lui permet de les récupérer. Il peut alors assembler quatre blocs de matière entre eux afin de former un tétromino et placer la structure obtenue n'importe où sur l'écran, à la condition qu'au moins un des blocs qui la compose soit en contact direct avec le décor. Peu après le début de l'aventure, le joueur gagne la possibilité de désintégrer directement une ligne de huit blocs ou plus, ce qui peut être le seul moyen de détruire certains blocs particuliers, impossibles à forer. Il existe en effet, comme dans Minecraft, de nombreux types de blocs ayant tous un ensemble de propriétés différent : le sable est soumis à la gravité et tombe, le bois brûle au contact des flammes, l'obsidienne est indestructible, etc.
Dans chaque niveau se trouve également un coffre, souvent difficile d'accès, contenant un bloc particulier, appelé « Block That Matter », à l'effigie d'un titre marquant de l'histoire du jeu vidéo. Collecter l'ensemble de ces blocs donne accès à des niveaux bonus, au nombre total d'une vingtaine. Le joueur peut aussi récupérer des étoiles en rentrant dans le portail final avec un certain nombre de blocs en sa possession.

## Développement
Au début de l’année 2011, le studio Swing Swing Submarine rencontrant des difficultés financières, William David et Guillaume Martin décident de mettre en pause le développement de Seasons after Fall, un jeu sur lequel ils travaillent alors depuis plus de un an, afin de pouvoir se consacrer à de nouveaux projets plus courts. Ayant envie de donner une suite, souvent réclamée par les fans, à leur première réalisation, Tuper Tario Tros. (un jeu gratuit et en Flash mêlant les univers et les mécaniques de jeu de Super Mario Bros. et de Tetris), mais souhaitant utiliser un univers et des graphismes originaux, l’équipe envisage quelques variations autour du système de jeu de Tetris avant de s’arrêter rapidement sur ce qui deviendra le concept au cœur de leur nouveau projet, à savoir la combinaison de tétrominos et de blocs de matières ayant des propriétés différentes,.
Le développement de Blocks That Matter débute au cours du mois de janvier 2011, William David s’occupant du level design et des graphismes et Guillaume Martin de la programmation. Le travail se fait en collaboration avec deux personnes extérieures au studio, Géraud Soulié pour les artwork et le character design et Yann van der Cruyssen pour la musique et les bruitages. Dans un premier temps, Martin programme un éditeur de niveau sommaire pour permettre à David de travailler sur le level design. Celui-ci conçoit alors de nombreux niveaux très basiques, destinés à tester des situations de gameplay, avant de se lancer dans la création de véritables niveaux qu’il améliorera progressivement par la suite. Pendant ce temps, Martin intégrera dans le jeu les propriétés des différentes sortes de blocs, la vue isométrique, les premiers ennemis, un éditeur destiné à monter les cinématiques, etc. Tandis que les membres de Swing Swing Submarine développent le jeu dans la salle à manger de David, Géraud Soulié et Yann van der Cruyssen, eux, travaillent à distance, ce dernier ne rencontrant d’ailleurs qu’une seule fois le reste de l’équipe en personne. Initialement prévu pour durer trois mois, le développement du jeu pour la Xbox 360 a finalement duré deux mois de plus et s’est terminé en mai 2011, poussant les développeurs à repousser plusieurs fois la date de sortie.
Originellement écrit en C# en utilisant le Microsoft XNA, Blocks That Matter est réécrit en Java à l’occasion de son portage sur PC et ce afin de pouvoir le faire fonctionner facilement à la fois sur Linux, Microsoft Windows et OS X, ce qui prit près d’un mois. Après la parution de cette deuxième version du titre, les développeurs reçurent de nombreux courriels de joueurs rencontrant des problèmes avec le jeu et durent y apporter un certain nombre de corrections.
Au total, en prenant en compte le portage du jeu, le développement de la mise à jour dite du « Chocolat Update » (incluant dix niveaux supplémentaires) pour le Humble Voxatron Debut et le travail postérieur à la sortie de leur titre (promotion du jeu, signature de contrats…), l'équipe de développement estime avoir passé quasiment une année à travailler sur ce jeu.

## Accueil

### Ventes
Dans une interview réalisée par 01net en juillet 2011, Willam David, l'un des deux concepteurs du jeu, explique que Blocks That Matter est l'un des titres du Xbox Live Indie Games à s'être le mieux vendu. Cependant, il regrette qu'après un peu plus d'un mois de commercialisation, seuls 1 850 exemplaires du titre aient trouvés preneurs, ce qui ne permet alors pas au studio de rentrer dans ses frais. Le développeur se dit ne pas être « surpris, juste déçu » par ces faibles ventes qu'il attribue à la fois à un manque de visibilité et à l'engouement des joueurs pour les jeux proposant un système de récompenses additionnelles. Il espère pouvoir diffuser une future version pour PC sur la plate-forme de téléchargement Steam, ce qui selon lui permettrait à Swing Swing Submarine de « rentabiliser le jeu et de pouvoir continuer à développer plus sereinement les prochains ».
Dans une autre interview donnée au site Gamekult en décembre de la même année, les développeurs affirment que la version pour Xbox Live Indie Games de Blocks That Matter s'est écoulée à 7 000 exemplaires depuis sa sortie sept mois plus tôt, qu'il se vend entre 30 et 40 copies du jeu chaque jour sur Steam et que le nombre de copies vendues sur cette plate-forme a dépassé dès son premier week-end de disponibilité le nombre de jeux vendus sur Xbox 360. Dans cette même interview, ils expliquent que c'est à l'occasion de leur participation au Humble Voxatron Debut qu'ils ont vendu le plus de copies de leur titre, avec 172 000 unités potentiellement téléchargées dont 100 000 activations sur Steam.

### Critiques
Le jeu est globalement bien reçu par la critique. Dans son test de la version PC, Gamekult déclare que Blocks That Matter « parvient à une symbiose admirable entre [le genre de la plate-forme et celui de la réflexion] » et souligne que le titre est « un régal pour les oreilles et un spectacle sympathique pour les yeux ». Gameblog qualifie le jeu de « parfaitement équilibré » et note que la combinaison des différentes mécaniques de jeu a abouti à un résultat « à la fois jouissif et frustrant ce qu'il faut ». Jeuxvideo.com considère pour sa part que le jeu arrive à proposer « des niveaux qui se renouvellent constamment » et, comme Gameblog, trouve que le « mélange entre la plate-forme et la réflexion est parfaitement bien dosé ». Le site salue également les graphismes simples mais « incroyablement accrocheur[s] » et les musiques « tout bonnement excellentes », mises au service d'un jeu qualifié de « grandiose ». Dans un test publié en ligne, PC Advisor honore lui aussi le concept au centre du système de jeu ainsi que la richesse du titre en termes de contenu, source, pour le rédacteur, d’une grande rejouabilité. Eurogamer, pour qui Blocks That Matter constitue « encore une addition fantastique à la scène indépendante », met également en avant la quantité de contenu disponible ainsi que le mélange des genres . IGN apprécie les musiques et graphismes du jeu qui permettent, par leur simplicité, de rester concentrer sur les énigmes. Le site note également l'humour omniprésent et l'absence de bogue. La version web du magazine français Les Inrockuptibles apprécie quant à elle les nombreux clins d’œil à des titres marquant de l'histoire du jeu vidéo comme Tetris, Minecraft, Boulder Dash ou encore Portal. Moins enthousiaste, Canard PC trouve les graphismes convenables et les musiques « rigolotes » mais salue le « mélange efficace de plateforme, [de Minecraft] et de réflexion ».
Cependant, Gameblog constate l'existence d'une certaine imprécision dans les sauts, et note que certains éléments graphiques semblent peu travaillés. Le site déplore également l'absence d'un éditeur de niveau dans la version Xbox Live Indie Games. Si Gamekult salue l'ajout d'un tel éditeur dans les versions pour ordinateur personnel, il regrette que l'interface de ce dernier manque de clarté et ne soit pas simple à prendre en main. Jeuxvideo.com comme Gameblog notent que la durée de vie du titre se révèle un peu courte,. Canard PC apprécie quant à lui peu l'humour du titre et trouve que les dialogues, « monument de niaiseries », plombent l'ambiance du jeu. De plus, le magazine déplore que les nombreuses références à des jeux plus anciens soient évidentes et omniprésentes au point d'en être lassantes. Enfin, PC Advisor estime que le jeu, jugé sans pitié et relativement difficile, peut s’avérer être extrêmement frustrant, notamment lorsqu’il force le joueur à recommencer l’ensemble d’un niveau à cause d’une seule erreur.

### Récompenses
Blocks That Matter s'est vu décerner le Grand Prix de l'édition 2011 du Dream.Build.Play, un concours organisé par Microsoft et visant à récompenser les meilleurs titres développés en utilisant le Microsoft XNA.

## Différentes versions
Le jeu est originellement sorti sur Xbox 360 le 12 mai 2011 avant de devenir disponible sous les systèmes d'exploitation Microsoft Windows et OS X le 20 août 2011 à l'occasion de sa sortie sur la plate-forme de téléchargement Steam. Lors de sa distribution dans le Humble Voxatron Debut (durant laquelle il fut disponible sous Linux), le jeu connut une mise à jour nommée « Chocolate Update » qui apporta une dizaine de niveaux supplémentaires et de nouveaux éléments disponibles dans l'éditeur de niveau. Cette mise à jour fut ensuite portée sur Xbox 360. Blocks That Matter devient officiellement disponible en japonais lors de sa sortie, le 13 février 2015 sur la plate-forme de distribution de jeu d’Active Gaming Media, Playism.
Dans une interview donnée en septembre 2011, William David explique l’intention des développeurs de Swing Swing Submarine de publier une version de démonstration du jeu, différente de la version de démonstration à but technique précédemment publié sur le site web Indie DB.

## Postérité
En octobre 2012, Swing Swing Submarine annonce travailler sur une suite à Blocks That Matter intitulée Tetrobot and Co.. Cette dernière sort sur Linux, Windows et OS X en 2013, sur Wii U en 2014 et enfin sur iOS et Android en 2015. Le joueur y incarne le Psychobot, un robot microscopique conçu pour réparer de l'intérieur Tetrobot et d'autres robots similaires. L'aspect jeu plates-formes du premier titre est abandonné au profit des seules énigmes et de nouveaux types de blocs font leur apparition,.